# Stanley Rogers Resor
Stanley Rogers Resor (5 de Dezembro de 1917 - 17 de Abril de 2012) era um advogado americano, oficial militar dos Estados Unidos e membro do governo.

## Vida e carreira
Nasceu em Nova York, era o filho de Helen Lansdowne Resor e Stanley B. Resor (pronuncia-se como REE-zor), presidente da agência de publicidade J. W. Thompson e um dos criadores da indústria publicitária moderna. Ainda adolescente, mudou seu nome de Stanley Burnet Resor Jr. para Stanley Rogers Resor. O velho Resor formou-se na Universidade Yale em 1901 e seu filho seguiu-o até lá depois de frequentar o Colégio Groton e formou-se em Yale em 1939, onde foi escolhido para juntar-se a Scroll and Key. Foi para a Yale Law School, onde foi contemporâneo de Sargent Shriver (também membro da Scroll and Key), Gerald Ford e Cyrus Vance (que precedeu-o como Secretário do Exército e ele mesmo foi membro da Scroll and Key e no mesmo ano na Yale). A formação de Resor foi interrompida pelo serviço como oficial do Exército na Segunda Guerra Mundial (1942-1946), onde recebeu a Estrela de Prata, Estrela de Bronze e o Coração Púrpuro.
Depois da guerra, foi trabalhar em Wall Street e foi parceiro do proeminente escritório de advocacia Debevoise & Plimpton. Em 1965, durante a Guerra do Vietnã, o Presidente Lyndon B. Johnson nomeou-o Secretário do Exército e permaneceu no cargo com o Presidente Richard Nixon até 1971. Em 1984, foi condecorado com o Prêmio Sylvanus Thayer na Academia Militar dos Estados Unidos.
Durante os anos 70, serviu como representante dos EUA nas negociações a RFME (redução da força mútua e equilibrada) em Viena, realizadas entre a OTAN e o Pacto de Varsóvia. Com o passar do tempo, tornou-se crítico da política americana em relação a armas nucleares e foi membro e porta-voz da Associação do Controle de Armas da América em 1997, quando protestou contra a expansão da OTAN no Leste Europeu com base nas preocupações sobre a reação do governo russo à invasão da OTAN. Retornou a Debevoise & Plimpton depois que saiu do serviço público e aposentou-se em 1991.
Resor casou-se com Jane Pillsbury da família Pillsbury em 1942 em uma cerimônia na qual participaram John F. Kennedy e Cyrus Vance. Tiveram sete filhos. Depois da morte de Jane em 1994, casou-se com Louise Mead Resor em 1999.
Ao longo de sua vida, foi um forte defensor da educação e do estado de direito, particularmente para proteger os direitos das mulheres, das crianças e das minorias, impedindo conflitos internacionais e protegendo o meio ambiente.